# Мцхета
Мцхета (на грузински მცხეთა) е град в Грузия, разположен на 20 km северно от Тбилиси. Намира се между скалисти планини, при вливането на река Арагви в Мтквари (Кура). Той е един от най-древните градове в страната и нейна първа столица. В цяла Грузия няма друго такова място, наситено с толкова много свети и култови места, като Мцхета. Затова грузинците наричат древния град „Втори Йерусалим“. В него се пази една от най-големите светини на християнския свят – хитона на Христос. Ежегодно на поклонение в Мцхета пристигат хиляди християни от цял свят.
Дълги години Мцхета има статутът на „населен пункт“, но през 1956 получава статута на град. Днес Мцхета е един от духовните центрове на страната. Наред с Тбилиси и Пицунда градът е седалище на католикоса, патриарха на цяла Грузия. В края на 19 и началото на 20 век Мцхета и околностите ѝ са обявени за архитектурно-исторически резерват, който е внесен за одобрение за списъка на световното културно наследство на ЮНЕСКО. През април 2014 година грузинският патриарх Илия II официално дава на града титлата „Свещен град“. Основание за това става завещанието от 11 век на първия грузински католикос Мелхиседек I.

## Наименование
Съгласно древни предания, които все още се пазят в архивите на арменските манастири, градът е основан от Месхет, един от близките потомци на Ной. Той избира мястото на своята столица, наречена първоначално също Месхет, не само заради красотата на местността и удобното разположение. Много важен е и фактът, че се намира близо до планината Арарат, където е погребан Ной.
Според друга версия, градът носи името си от грузинските племена месхи, които влизат в сферата на влияние на хетската култура и населяват североизточната част на Мала Азия.
Според грузинския фолклор град Мцхета е основан от цар Мцхетос, син на Картлос, първият цар на страната. Според легендата, всички грузинци произхождат от Картлос и неговите потомци.

## История
Мцхета е основана през 4 век пр.н.е., едновременно с възникването на източногрузинското царство Картли (Иверия), а цар Азо го обявява за столица на страната. Първото споменаване на града е от първата половина на I век пр.н.е. Древногръцкият географ Страбон описва Мцхета като високоразвит град със система за водоснабдяване, пазари и каменни сгради. Градът е религиозен център още от времето на езичеството, което по-късно е заменено от християнството, донесено в Грузия от Св. Нина Грузинска, предполагаемо през 337 година.
Мцхета преживява своя разцвет по времето на Александър Македонски и стените ѝ удържат нападенията на римските легиони, гръцките и персийските войски. Развива се като един много голям град и само войските в него са наброявали около 80 000 души. Градът остава столица в продължение на почти хилядолетие, до края на 5 век. Цар Вахтанг I Горгасали премества столицата в основания от него град Тбилиси. Въпреки това, Мцхета остава място за тържествените коронации и погребения на грузинските царе.
И след това Мцхета остава важен религиозен център на страната, тъй като в нея се намира резиденцията на грузинския католикос – главата на грузинската християнска църква. Славата на Мцхета не се задържа дълго време – само до 736 година, когато градът е разрушен от армията на Маруан II ибн Мохамед, наместник на Умаядите в Закавказието. От този момент Мцхета губи ключовото си значение, градските стени никога не са издигнати отново и тя постепенно губи населението си и се превръща в село.
Разкопките от 1870 година и особено тези от 1937, разкриват останки от укрепени жилища, градски квартали и гробища, датирани от енеолита до късното Средновековие. Археолозите са открили свидетелства за това, че някога Мцхета е бил важна спирка на основен търговски път. В градския музей се пазят стъклени шишенца за парфюми, документи на гръцки и арамейски, керамика, изделия от скъпоценни метали и камъни.

## Градска среда
Днес Мцхета е много малко градче, което през 2014 година има население от 7940 души. Логическият център на града е площадът пред входа на катедралния събор Светицховели. Днес градът е един от най-популярните туристически обекти в страната. През 2010 година са проведени реконструкция на фасдите и улиците, изградени са нови мостове.
Построени са магазин за сувенири, музей и информационен център. Информационният център е със странна архитектура, напомняща античната и за да не изглежда прекалено езически, сградата е украсена с болниски кръст, широко разпространен в Грузия от 5 век насам. Центърът е комбиниран с дворец на бракосъчетанията.
В града има един хотел – „Тамаринди“ със 7 стаи, няколко ресторанта и кафенета. Болшинството са концентрирани на около стотина метра източно от катедралния събор.

## Забележителности
- Катедралният събор Светицсховели – Това е патриаршият храм на грузинската православна църква в Мцхета и в продължение на столетия – главен храм на цяла Грузия. Названието му означава „Животворящ стълб“.[2] Създаден е още през 4 век, а през 1010 година и по-късно през 15 век два пъти е възстановяван.[10] Съборът е запазен в много добър вид, а каменните барелефи, изобразяващи различни алегорични фигури, са впечатляващи.[6] Включен е в списъка с паметници на световното културно и природно наследство на ЮНЕСКО.[8]
- Манастирът Самтавро – един от най-старите женски манастири, сроен през 11 век.[2] На това място, според преданието, под един къпинов храст е живяла света Нино. На мястото на този храст е построена малка църква, а Преображенската е изградена след нейната смърт.[10] Преображенската църква е голям кръстокуполен храм с богато скулптурно декориране по фасадите.[9] Манастирът представлява комплекс от Самтавро-Преображенската църква и женския манастир „Света Нино“. Разположен е при сливането на реките Мтквари и Арагви.[7] Фреските в храма са от 17 век. В манастира се пазят мощите на един от 13-те асирийски отци Абибос (Або, Авив) Некрески и на Шио Мгвиме.[10]
- Гробището Самтавро – Намира се близо до манастира, а гробовете са разположени терасовидно. На най-долното ниво те са във вид на гнезда, покрити сводоообразно с калдъръм, а тези на по-горното ниво са от големи каменни плочи. Предметите, намерени тук свидетелстват, че гробовете са служили за погребения в продължение на векове. Тези на ниското ниво се отнасят към Желязната епоха, т.е. от около 10 век пр.н.е. Горните са създадени вече по време на християнството. Черепите, намерени в тях, се различават по форма от тези на днешното население, тъй като принадлежат към типа долихокефал.[10]
- Бебрисцихе – крепост в северната част на града, разположена на десния бряг на река Арагви. В древността е наричана Белта и е била важен военен стратегически обект.[8] Споменава се за първи път през 1156 година във връзка с това, че в нея е умрял цар Деметре I.[10] Археолозите обаче смятат, че крепостта е построена малко по-рано.[2] През пролетта на 2010 година тя е сериозно пострадала в резултат на свлачище. Не е реставрирана и посещението в нея се счита за опасно.[10]
- Мостът на Помпей – свързва двата бряга на река Мтквари и е построен по заповед на римския пълководец Помпей Велики още през 65 г. пр.н.е.[2] Архитектурата му е много интересна, а в единия му край са били съхранени две кули, достатъчни за отбраната му.[6] Това, което днес може да се види от него, е строено през 1839 – 1841 година.[7] Мостът функионира пълноценно до средата на 20 век, когато в Мцхета построена хидростанция. Тя предизвиква повишаване на водното ниво на реката и мостът е изцяло залят, а водата вече започва да разрушава конструкцията му. В наше време той може да бъде видян само, когато хидростанцията понижи нивото на реката.[2]
- Църквата Антиохия (Свети Стефан) – Малка църква, разположена югоизточно от Светицховели, една от най-древните в Мцхета. Построена е през 5 век от цар Арчил, в знак на благодарност към Бога, за изгонването на персите. Периодично е достроявана до 19 век, но въпеки това, през вековете тя губи голяма част от обема си. Сегашната сграда се състои само от реконструирания северен неф от трикорабния събор. Кулата е пристроена през 18 – 19 век, а зидарията не е еднородна. Три от стените са изградени от дялан пясъчник, а южната стена, построена по-късно, и кулата са от чакъл и тухли.[7]
- Църквата Гетсимания – Малка църква, разположена недалеч от моста, построена през 6 век. По време на арабските нашествия е разрушена. Възстановена е през 2008 година и стенописите в нея са също от 21 век.[7]

## Забележителности в околността
В планините край Мцхета, на срещуположния бряг на реката, се намират пещери, които са служили за укритие на населението при вражески нападения. Околностите на града са богати на интересни, старинни обекти. В тях са разположени манастирът Задазени, крепостта Ничбиси, езерото Базлети, винарната „Шато-Мухрани“ в едноименното село и много други.
- Манастирът Джвари (Светият кръст) – един от най-старите манастири в страната, изграден през 6 век, който се намира на срещуположния на Мцхета бряг на река Мтквари. Манастирът е уникален образец на религиозната архитектура на средновековен Кавказ.[3] Произходът на името, което означава „кръст“, идва от преданието, че на това място света Нино Кападокийска поставя кръст, който трябва да повлияе на приемането на християнството от Грузия.[2] Манастирът е увековечен в литературата в поемата „Мцири“ на Лермонтов.[3]
- Манастирът Шио Мгвиме – намира се на 8 km от Мцхета, на левия бряг на река Мтквари.[8] Това е един от най-големите манастири в района, който буквално се слива с ландшафта. Носи името на Симеон (Шио) Мгвиме, асирийски отец, който го основава през втората половина на 6 век.[2][8] Комплексът включва обекти от различни епохи и с различно предназначение – пещерна църква, църквата „Свети Йоан Кръстител“, камбанария, църквата, в която е погребан Шио Мгвиме, църквата „Възнесение Христово“, катедралният събор „Света Мария“, монашески килии, изсечен в скалите резервоар за вода, водоснабдителна система и крепостни стени.[8]
- Античният град Армази – намира се на срещуположния бряг на река Мтквари, точно срещу Мцхета. Армази е върховно грузинско божество в езическата епоха и в негова чест са построени градът и храмът в него. Археолозите са разкопали тук три културни слоя – от 4 – 3 век пр.н.е., I век и 1 – 4 век. Най-ценното откритие са основите на езическия храм. Освен тях са разкрити бани, основите на християнски храм и на една сграда с неясно предназначение.[11]
- Армазисцихе (Багинети) – Археологически и исторически паметник от 4 – 8 век. Името му е свързано с Армази, обявен от цар Парнаваз за светец. На територията му са открити руини от стени, кули, бивша царска резиденция. Местните жители го наричат Багинети.[8]

- Градска среда

- Катедралният събор Светицсховели
- Поглед от Джвари
- Входната порта
- Барелеф
- Барелеф
- Интериор
- Иконостасът
- Легендата за св. Нино
- Света Нино
- Интериор
- Голямата камбана

- Християнство
- Пренасяне мощите на св. Габриел
- Църквата Антиохия
- Камбанарията на Самтавро
- Манастирът Джвари
- Църквата „Св. Барбара“
- Гробището Самтавро